# Mesobracon similis
Mesobracon similis är en stekelart som beskrevs av Szepligeti 1904. Mesobracon similis ingår i släktet Mesobracon och familjen bracksteklar. Inga underarter finns listade i Catalogue of Life.